# Dendrelaphis
Dendrelaphis  es un género de serpientes de la familia Colubridae. Se distribuyen por Asia, la Wallacea, Nueva Guinea y Australia.

## Especies
Se distinguen las siguientes especies:
- Dendrelaphis andamanensis (Anderson, 1871).
- Dendrelaphis ashoki Vogel & Van Rooijen, 2011.[2]
- Dendrelaphis bifrenalis (Boulenger, 1890).
- Dendrelaphis biloreatus Wall, 1908.
- Dendrelaphis binhi Nguyen, Nguyen, Le, Nguyen, Vo, Vo, Che & Murphy, 2023.[3]
- Dendrelaphis calligastra (Günther, 1867).
- Dendrelaphis caudolineatus (Gray, 1834).
- Dendrelaphis caudolineolatus (Günther, 1869).
- Dendrelaphis chairecaeos (Boie, 1827).
- Dendrelaphis cyanochloris (Wall, 1921).
- Dendrelaphis flavescens (Gaulke, 1994).
- Dendrelaphis formosus (Boie, 1827).
- Dendrelaphis fuliginosus Griffin, 1909.
- Dendrelaphis gastrostictus (Boulenger, 1894).
- Dendrelaphis girii Vogel & Van Rooijen, 2011.[2]
- Dendrelaphis grandoculis (Boulenger, 1890).
- Dendrelaphis grismeri Vogel & Van Rooijen, 2008.[4]
- Dendrelaphis haasi Van Rooijen & Vogel, 2008.
- Dendrelaphis hollinrakei Lazell, 2002.
- Dendrelaphis humayuni Tiwari & Biswas, 1973.
- Dendrelaphis inornatus Boulenger, 1897.
- Dendrelaphis kopsteini Vogel & Van Rooijen, 2007.[5]
- Dendrelaphis levitoni Van Rooijen & Vogel, 2012.[6]
- Dendrelaphis lorentzi (Lidth De Jeude, 1911).
- Dendrelaphis luzonensis Leviton, 1961.
- Dendrelaphis marenae Vogel & Van Rooijen, 2008.[4]
- Dendrelaphis modestus Boulenger, 1894.
- Dendrelaphis ngansonensis (Bourret, 1935).
- Dendrelaphis nigroserratus Vogel, Van Rooijen & Hauser, 2012.[7]
- Dendrelaphis oliveri (Taylor, 1950).
- Dendrelaphis papuensis Boulenger, 1895.
- Dendrelaphis philippinensis (Günther, 1879).
- Dendrelaphis pictus (Gmelin, 1789).
- Dendrelaphis punctulatus (Gray, 1826).
- Dendrelaphis salomonis (Günther, 1872).
- Dendrelaphis schokari (Kuhl, 1820).
- Dendrelaphis striatus (Cohn, 1905).
- Dendrelaphis subocularis (Boulenger, 1888).
- Dendrelaphis terrificus (Peters, 1872).
- Dendrelaphis tristis (Daudin, 1803).
- Dendrelaphis underwoodi Van Rooijen & Vogel, 2008.[4]
- Dendrelaphis walli Vogel & Van Rooijen, 2011.[2]